# Chingando
Chingando is een plaats in Angola in de provincie Moxico. De meest gesproken taal is Portugees. Chingando ligt zo'n 19 kilometer ten noorden van de stad Lumbala, die zo'n 4000 inwoners heeft. Chingando ligt aan een beekje. Er heerst een tropisch klimaat met droge en natte tijden.
In Chingando wonen onder andere leden van de stammen Ganguela en Mbunda. Beide stammen behoren tot bantoevolken.